# David ben Solomon ibn Abi Zimra
David ben Solomon ibn (Abi) Zimra (hebräisch ר׳ דָּוִד בֶּן שְׁלֹמֹה אִבְּן אָבִי זִמְרָא) (geboren 1479 in Spanien; gestorben 1573 in Safed) wird ebenfalls mit dem Akronym: Radbaz (רַדְבָּ"ז) benannt, er war ein früher Acharon des 15. und 16. Jahrhunderts, ein führender Posek, Rosch Jeschiwa, Oberrabbiner  von Ägypten und Autor von mehr als 3000 Werken. Er schrieb eine große Anzahl von Responsen (halachische Entscheidungen).

## Leben und Wirken
Der Radbaz wurde um 1479 in Spanien geboren. Er war dreizehn Jahre alt, als seine Familie, wie alle spanischen Juden, aus Spanien verbannt wurde (Alhambra-Edikt). Seine Eltern ließen sich in Safed im Mamluken-Sultanat nieder, wo er unter der Leitung von Joseph Saragossi studierte.
Aus unbekannten Gründen verließ er im Alter von 31 oder 32 Jahren das Land Israel und reiste in das wattasidische Fès, wo er Mitglied eines Beth Din wurde, dem der Nagid Isaac Sholal vorstand.
Im Jahr 1517, als die türkische Regierung das Amt des Nagid abschaffte, zog Radbaz nach Kairo. Dort wurde er zum Hakham Bashi, dem Oberrabbiner Ägyptens, ernannt. Einen Titel, den er vierzig Jahre lang innehatte. Er wurde für sein umfangreiches Wissen, seine Integrität und seine weitreichende Wohltätigkeit hochgeschätzt. Radbaz war ein unabhängiger, wohlhabender und erfolgreicher Kaufmann mit Geschäftsbeziehungen in andere Länder. Die Jeschiwa, die er gründete und unterstützte, zog viele angesehene Studenten an, darunter Bezalel Ashkenazi und Isaac Luria.
In der Einleitung zu seinem Kommentar zum Hohelied schildert Isaac Akrish in lebhaften Farben den Charakter des Radbaz, in dessen Haus er zehn Jahre lang lebte. Laut Akrish war Radbaz dank seines Status als wohlhabender Intellektueller sowohl im gesellschaftlichen als auch im politischen Leben Ägyptens prominent. Während seiner Amtszeit als Oberrabbiner führte er viele Reformen im Alltag und in der Religion der ägyptischen Juden ein. Er war es, der die Verwendung des seleukidischen Datierungssystems in der ägyptischen jüdischen Gemeinde abschaffte und die Datierung der Jahre ab der Schöpfung wieder einführte, wie es in anderen jüdischen Gemeinden getan wurde und bis heute praktiziert wird.
Als er 90 Jahre alt wurde, gab Radbaz sein Amt als Oberrabbiner auf und verteilte den Großteil seines Vermögens unter den Armen, wobei er besonders für Tora-Gelehrte sorgte. Dann zog er nach Jerusalem. Doch er blieb dort nicht lange, da das Osmanische Reich den Juden hohe Steuern auferlegte. Er ließ sich in Safed nieder, der Hauptstadt des Safad-Sandschaks, wo er ein aktives Mitglied des Rabbinergerichts (Beth Din) wurde, dem Joseph Karo vorstand, der ihn sehr schätzte. Die letzten zwanzig Jahre seines Lebens verbrachte er in Frieden und setzte sein Lernen und Schreiben fort.
Radbaz starb 1573 im Alter von 94 Jahren in Safed und wurde auf dem alten jüdischen Friedhof von Safed begraben.

## Werke (Auswahl)
- Divrei David („Worte Davids“), Livorno 1828.
- Yekar Tiferet („Liebe Herrlichkeit“), Smyrna 1757
- Kelalei ha-Gemara („Regeln der Gemara“), Venedig 1599.
- Or Kadmon („Ursprüngliches Licht“), Venedig 1713.
- Magen David („Schild Davids“), Amsterdam, 1713.
- Metzudat David (Das Bollwerk Davids), Zolkiev 1862
- Michtam le-David („Davids Poem“)
- Keter Malkut („Krone des Göttlichen“)